# Від'ємний податок на доходи фізичних осіб
Від'ємний податок на доходи фізичних осіб (англ. negative income tax, NIT) — система оподаткування, яка обговорювалася в економічних колах, але так і не запроваджена. Запропонована Джульєт Ріс-Вільямс, британською письменницею та ліберальним політиком 1940-х років. Концепцію популяризував американський економіст Мілтон Фрідман у своїй праці «Капіталізм і свобода».
Через від'ємний податок на доходи фізичних осіб можна запровадити або базовий дохід, або доповнити систему гарантованого мінімального доходу. У системі від'ємного податку громадянин, який отримує дохід на рівні певної встановленої межі, не платить податків взагалі; ті, хто отримують дохід вище, платять податки згідно з пропорційною ставкою; ті, хто отримують нижче встановленої межі, отримують виплату, яка компенсуватиме недостачу.

## Приклад
Згідно з ідеєю, необхідно встановити, наприклад, пропорційний податок на доходи фізичних осіб зі ставкою 25 %. При цьому держава зобов'язана виплачувати, наприклад, 10 000 грошових одиниць щорічно кожному платнику податків. Таким чином, виходить, що людина, яка заробила 8 000 грошових одиниць, не заплатить податків взагалі, а ще отримає від держави додаткові 8 000 грошових одиниць → (8 000 — (8 000 × 0.25) + 10 000) = 16 000.
Поріг знаходиться, в даному випадку, на позначці 40 000 грошових одиниць — тільки той, хто заробляє більше, реально платить податки державі.
Але, у сьогоднішній практиці, від'ємний податок існує переважно у формі виплат грошових субсидій низькооплачуваним працівникам, коли їх дохід падає нижче гарантованого мінімуму. При цьому, від'ємний податок на доходи фізичних осіб знижується із підвищенням трудового доходу.

## Переваги
Метою від'ємного податку є створення єдиної простої системи, яка не тільки б забезпечила державу податками та зборами, але й забезпечила мінімальний рівень доходу для усіх громадян. Теоретично, відпадає необхідність у встановленні мінімального рівня оплати праці, талонів на їжу, субсидій та матеріальної допомоги та інших форм державної підтримки малозабезпечених. Знижуються витрати на адміністрування податків та зборів, зменшується потреба у широкому бюрократичному апараті для управління програмами допомоги.

## Критика
Загальна критика ВПД полягає у зниженні стимулів до роботи при такій системі, тому що отримувачі гарантованого доходу будуть отримувати його навіть без працевлаштування.